# Witold Zglenicki
Witold Leon Julian Zglenicki, rus. Витольд Згленицкий (6. ledna 1850, Wargawa Stara – 6. července 1904, Baku) byl polský geolog a filantrop.
Witold Zglenicki objevil bohatá ložiska ropy v oblasti Kavkazu. Byl také průkopníkem v oblasti těžby ropy z mořského dna.
Byl přezdíván otcem ropy v Baku.
Zglenicki založil nadaci pro rozvoj polské kultury a společnosti, proto je také přezdíván polský Nobel. Zemřel v Baku, ale je pohřben ve Woli Kiełpińske nedaleko Varšavy.